# Bionické kontaktní čočky
Bionické kontaktní čočky jsou upravené kontaktní čočky, které se nachází ve stádiu vývoje; mají být vzhledově velmi podobné obyčejným čočkám. Navíc mají promítat virtuální obrazovku doslova před zrakem vlastníka bionických kontaktních čoček v úrovni pohledu očí. Využití vlastností má být široké od asistence lidem se zrakovým postižením, či jinou vadou, třeba sluchovou, až po videoherní průmysl. Základem zařízení mají být normální kontaktní čočky s přidanými bionickými technologiemi, kopírující funkce oka a další vlastnosti ve formě rozšířené reality. Na technologii umožňující zobrazení se pracuje a čočky by měly být s funkčními elektronickými obvody, dále s infračerveným zářením na vytvoření virtuálního displeje. Po zakončeném vývoji by nemělo být obtížné promítat třeba i 360stupňové video, či provozovat videohovory, vytvářet snímky (například mrknutím oka). Společnost Google vyvíjí chytré kontaktní čočky, které by měřily z povrchu oka hladinu glukózy v slzách vlastníka. Babak Parviz z Univerzity ve Washingtonu, asistent profesora elektrotechnického inženýrství, uvedl:
„Při pohledu přes zhotovené bionické kontaktní čočky byste viděli, co je implementováno do vnější reality přes promítaný displej"

## Výroba
Samotný vývoj se bude potýkat s překážkami. Navíc tu jsou určité technické požadavky, které inženýři musí naplnit na kompletní zhotovení bezpečných kontaktních čoček. Zaprvé, musí být implementována dostupná energie do bionických kontaktních čoček přes bezdrátové médium, kde se bere v úvahu druh záření přenášeného bez nutnosti drátů. Za druhé, bionické kontaktní čočky musí být biologicky kompatibilní a bezpečné, nesmí představovat rušivý element pro nositele. Toto jsou pro inženýry výzvy limitující možné materiály na využití a zavedení regulačního standardu týkajícího se radiových frekvencí vyzařování, aby nedocházelo ke zdravotní újmě nositele. Za třetí komponenty mechanicky a elektronicky integrované do kontaktních čoček by musely být v rozmezí velikosti v měřítkách μ. Dále pravděpodobně na základě polymerního substrátu. Všechny komponenty pracujícího systému musí být velmi malé velikosti, aby se je bylo možné vložit do obyčejných kontaktních čoček 1 cm² o šířce 200 μm, nebo ještě menší. Celý systém souvisí i s vývojem informačních technologií a kybernetiky. Existují obavy, zda by neustálá přítomnost přijímače záření nebyla zdraví nebezpečná, například už v současné době se řeší zda přítomnost mobilů s přijímáním wifi nemá vliv na nervovou soustavu vlastníků, ale žádná studie dosud neprokázala přímý negativní vliv.

## Funkce
Přijímač na kontaktních čočkách zachytávající radiové frekvence, či velmi rozšířené wifi záření. Zavedený integrovaný obvod uchovává energii. Čip mění energii na napětí a využívá tohoto zdroje, který je nezbytný pro napájení LED diod. LED diody vytváří obraz a Fresnelova čočka je použita na generování obrazu promítaného před zrakem vlastníka. S vyspělejší technologií by možná bylo možné i připojení kontaktních čoček s internetovou sítí.
Hlavní funkcí antény je přijímat frekvence rádiového záření vysílané ze vzdáleného zdroje. Design přijímače je silně ovlivněn fyzikálními omezeními, následně také požadavky k dosažení výstupové efektivity. Protože přijímač musí pasovat do kontaktní čočky. Dále musí být strukturně kompatibilní, přiléhající na stavbu lidského oka. Přijímač byl plánován o 5 mm v poloměru, 0.5 mm šířkou a 5.0 μm tloušťkou, tak aby získával RF energii. Návrh přijímače je považován za nejdůležitější součástku, jelikož na něm závisí množství zachytávané a zpracovávané energie. Se současnou strukturou a stavem technologií, je dosaženo jen velmi málo elektrické energie na napájení bionických kontaktních čoček. To je hlavně z důvodu velikosti, jak už u vzdálenosti mezi kontaktní čočkou a přijímačem. Když tato vzdálenost klesá, více energie je více, díky interakcím způsobeným blízkostí pole.

## Vývoj
Harvey Ho, bývalý absolvent Parvize, který pracoval v SNL (Sandia National laboratories) v Liveremore v Kalifornii, představil výsledek práce na čočkách. Na Institutu elektroniky a inženýrství při mezinárodní konferenci na MEMS (Microelectromechanical systems) v lednu 2008, nebo jinak také Microbotics v Tucsonu,v Arizoně. Předpoklad u kontaktních čoček je, že budou obsahovat více elektronických přístrojů a možností skrytých na úrovních mimo zónu pohledu očí. Předpokládá se využití mikročipů a přenos energie radio-frekvenčních vln. V blízké budoucnosti se předpokládá i využití Fotovoltaických článků. Nedávná práce propojila, rozšířenou realitu kontaktních čoček s Wi-fi konektivitou.

## Prototyp a testování
V roce 2011, vědci vytvořili a úspěšně otestovali funkční prototyp s bezdrátovým přijímačem a jedno-pixelovým displejem. Předchozí prototypy dokázaly, že je možné vytvořit biologicky bezpečné elektronické čočky, které nebrání v pohledu osoby. Následná práce by se týkala digitálního vývoje. Výzkumníci otestovali hotové kontaktní čočky na králících na dobu dvaceti minut zvířata a nevykazovala žádné problémy. K urychlení výroby a distribuce kontaktních čoček by mohl zásadně zasáhnout 3D tisk. Vývoj technologií uživatelského rozhraní by byl u bionických kontaktních čoček práci pro grafické vývojáře a celkově představoval velkou výzvu ve vyvinutí i s tím spojeného operačního systému. Digitální grafika by také nesměla působit pro uživatele nepříjemným dojmem a nenarušovat příliš pohled po okolním prostředí, zde jsou pravděpodobně aplikovatelné nejnovější poznatky v počítačové grafice. Související s vývojem je tedy i sledování pohybu očí, z kterého lze vyčíst některé znaky komunikace a získávání informací.

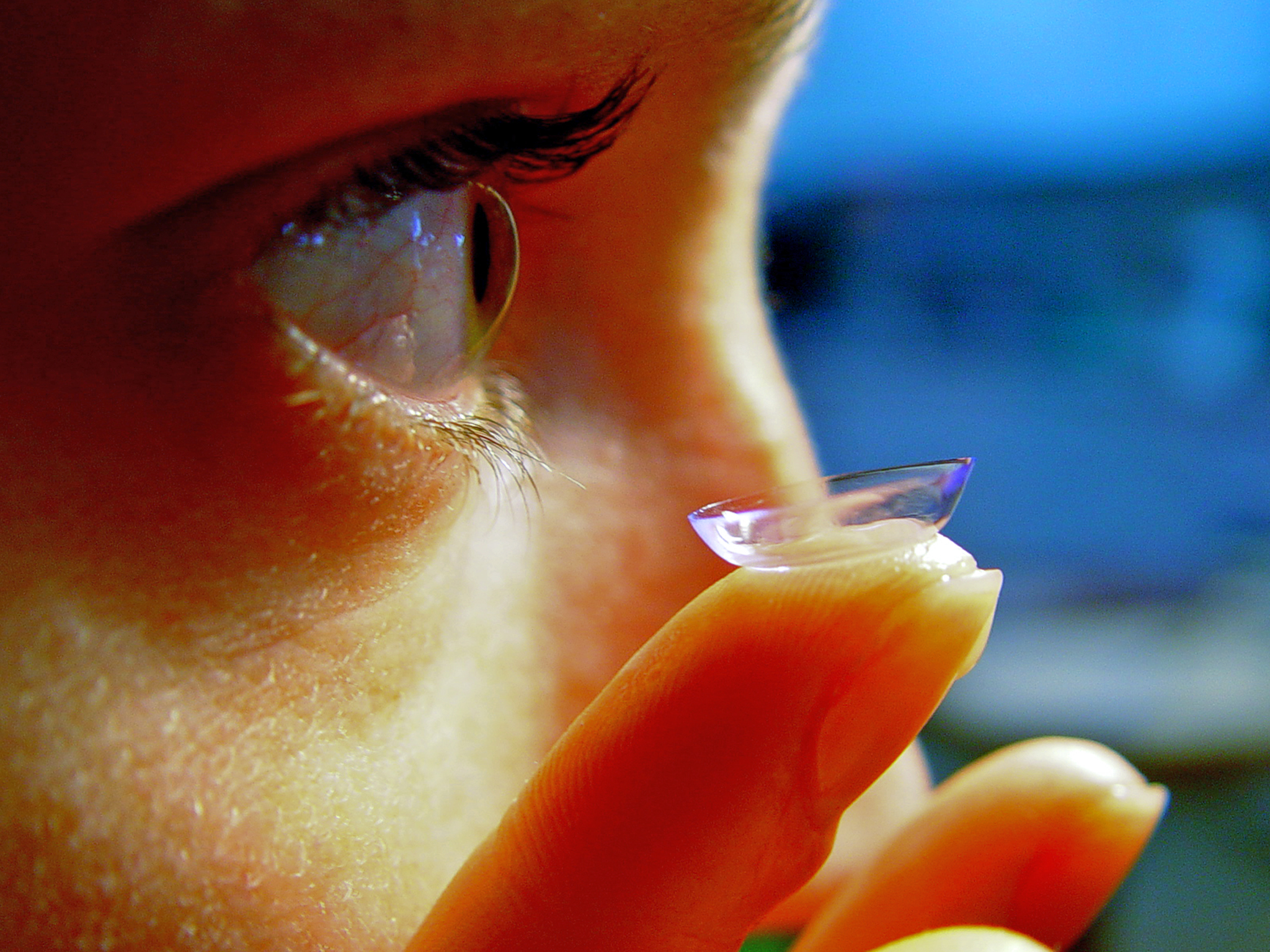
Obyčejné kontaktní čočky.
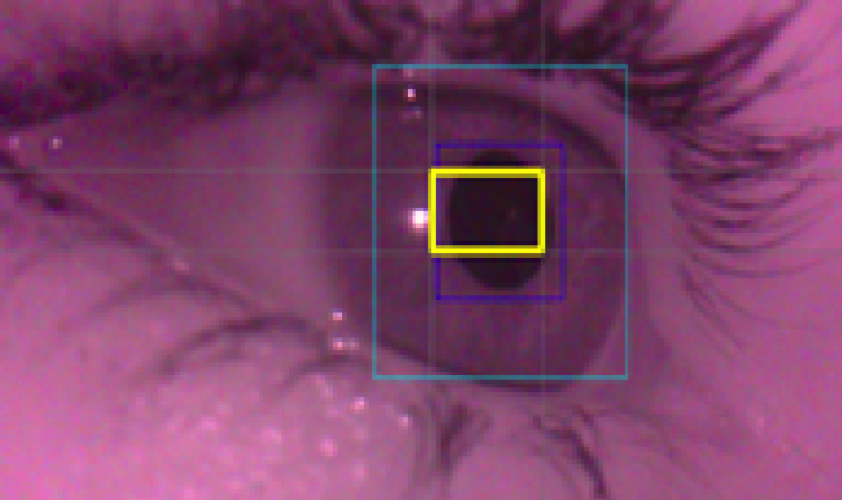
Sledování pohybu očí, které slouží i k sledování míry stresu.